# غاريك بالمر
غاريك بالمر (بالإنجليزية: Garrick Palmer)‏ هو مصور ورسام توضيحي ورسام بريطاني، ولد في 20 سبتمبر 1933.